# Hosszú metódus
A számítógép-programozásban a hosszú metódus egy olyan metódus, ami túl sok sorból áll. Néha több különböző szakaszra is fel van tagolva, melyeket üres sorok vagy kommentek különítenek el. Különböző csapatok különböző mértéket tartanak elfogadhatónak egy metódus hosszára. Egyes csapatok 10 sornál húzzák meg a határt; mások engedékenyebbek, és 22-24 sort engedélyeznek, ami a legtöbb fejlesztőkörnyezetben az egy képernyőre kiférő sorok száma. Ha azonban lesz egy gyengénlátó csapattag is, akkor nekik is szigorúbb konvencióra kell áttérniük, hogy a függvények minden fejlesztőnél kiférjenek egy képernyőre, és ne kelljen görgetni ahhoz, hogy végigolvassák, megérthessék a függvényt.
A hosszú metódus általában normál metódusból keletkezik azzal, hogy a program fejlesztése közben egyre több feladatot végez el, mivel egyszerűbb egy már létező metódust bővíteni, mint egy újat létrehozni. Akár egy-két sornyi kód is helyezhető új függvénybe. 
A hosszú metódus kiküszöbölhető feldarabolással, a kisebb függvényeket az eredeti függvény szubrutinként hívhatja. Kiemelhetők a különböző feltételek esetén végrehajtódó szakaszok, bonyolultabb feltételek is. Ciklusok esetén érdemes lehet megnézni, hogy nem hajthatók-e végre modernebb eszközökkel, például egy művelet alkalmazásával egy adatszerkezetben tárolt elemekre. Ezt a műveletet is kiemelhetjük, de kiemelhetjük a ciklusmagot is, ha mégis a hagyományosabb megoldásnál maradunk. Akár egy-két sor is kiemelhető önálló függvénybe, ha értelme van.
Az eredményként keletkezett kisebb függvényeket könnyebb megérteni és karbantartani, ami meghosszabbítja az osztály életét. Segít duplikált kódot találni és eltávolítani.

## Forrás
Refractoring Guru